# .gp
‎.gp‏ دامنه اینترنتی اختصاص داده شده به جزیره گوادالوپ است.